# Альґот Ленн
Альґот Ленн (швед. Algot Lönn, 18 грудня 1887 — 3 квітня 1953) — шведський велогонщик.
Олімпійський чемпіон 1912 року в роздільній командній гонці.